# 李晨光
李晨光（1990年1月12日—）是一名中国足球运动员，现效力于中甲联赛的淄博蹴鞠。
2016年2月19日，李转会至中甲联赛球队内蒙古中佑。2017年2月27日，他被租借至中乙球队陕西长安竞技。